# America First Committee
America First Committee (AFC) – czołowa amerykańska izolacjonistyczna grupa nacisku, której celem było niedopuszczenie, by Stany Zjednoczone stały się stroną w zmaganiach II wojny światowej. Licząca w chwili największej aktywności 800 000 członków skupionych w 450 oddziałach, była jedną z największych organizacji antywojennych w dziejach USA. Założona została 4 września 1940, a rozwiązana 10 grudnia 1941 roku, trzy dni po japońskim ataku na Pearl Harbor.

## Członkowie
AFC została założona 4 września 1940 roku przez studenta Yale Law School Douglasa Stuarta (dziedzica fortuny Quaker Oats), do którego dołączyli inni studenci, jak np. przyszły prezydent Gerald Ford, przyszły dyrektor Korpusu Pokoju Sargent Shriver, czy przyszły sędzia Sądu Najwyższego Potter Stewart. W szczytowym momencie America First liczyła 800 000 płacących składki członków, skupionych w 450 oddziałach, rozlokowanych w większości w promieniu 500 km od Chicago.
AFC w samym tylko stanie Illinois miała 135 000 członków w 60 oddziałach. Zebrano tam około 370 000 USD od 25 000 donatorów (dla porównania w Nowym Jorku 190 000 USD od 47 000 osób), jednak blisko połowa tej kwoty pochodziła od kilku milionerów, takich jak William Regnery, H. Smith Richardson z koncernu chemicznego Vicks, generał Robert Wood z firmy Sears-Roebuck, Sterling Morton z Morton Salt, wydawca Joseph Patterson (New York Daily News) i jego kuzyn, również wydawca Robert McCormick (Chicago Tribune).
W związku z tym, że AFC nigdy nie miała własnego ośrodka badania opinii publicznej, a jej oddziały były w pewnym stopniu niezależne, niektórzy historycy uważają, że przywódcy organizacji nie wiedzieli, ilu członków rzeczywiście liczy.
Siedziba America First Committee została założona w Chicago niedługo po powstaniu organizacji. Tam też mieściła się przez cały czas istnienia. Na przewodniczącego America First Committee wybrano generała Roberta Wooda, 61-letniego prezesa sieci sklepów Sears-Roebuck. Wprawdzie Wood miał być przewodniczącym tylko przejściowo, w rzeczywistości stał na czele organizacji aż do jej rozwiązania po ataku Japończyków na Pearl Harbor.
America First Committee cieszyła się poparciem niektórych wpływowych polityków, jak demokratyczni senatorzy Burton Wheeler z Montany i David Walsh z Massachusetts, republikański senator Gerald Nye z Dakoty Północnej i przywódca Partii Socjalistycznej Norman Thomas, zaś jej głównym mówcą i rzecznikiem został sławny lotnik Charles Lindbergh.
Innymi celebrytami wspierającymi America First Committee byli: pisarz Sinclair Lewis, poeta E.E. Cummings, producent filmowy Walt Disney i aktorka Lillian Gish. Architekt Frank Lloyd Wright chciał się przyłączyć, ale jego kandydatura została odrzucona ze względu na „zszarganą reputację”. W oddziałach studenckich było wielu przyszłych celebrytów, jak pisarz Gore Vidal i wspomniany prezydent Gerald Ford.

## Działania
Gdy we wrześniu 1939 roku wybuchła wojna, większość Amerykanów, także polityków, żądało od władz zachowania neutralności wobec tego, co działo się w Europie. Na Europę zwrócone były też oczy działaczy the America First Committee. Większość społeczeństwa amerykańskiego nie była zainteresowana Europą, natomiast popierała twardy kurs wobec Japonii, jednak po upadku Francji wiosną 1940 roku nastroje zaczęły się zmieniać.
America First Committee opublikowała petycję, w której domagała się przestrzegania postanowień Ustawy o Neutralności z roku 1939 i wywierała naciski na prezydenta Roosevelta, by dotrzymał przyrzeczenia, iż nie popchnie Ameryki do wojny. Działacze AFC nie dowierzali Rooseveltowi i utrzymywali, że okłamuje społeczeństwo, czemu przyklaskiwały niektóre grupy etniczne, jak niemiecka, włoska, irlandzka i ukraińska.
Dzień po skierowaniu przez Roosevelta ustawy lend-lease do Kongresu, Wood obiecał AFC „przeciwstawienie się z całą możliwą energią”. Działacze America First uparcie przeciwstawiali się konwojowaniu statków, Karcie Atlantyckiej i wywieraniu nacisków gospodarczych na Japonię. Dążąc do obalenia ustawy lend-lease i uwiecznienia amerykańskiego izolacjonizmu, opierali się na czterech podstawowych pryncypiach:
- Stany Zjednoczone muszą zbudować szczelny system obrony kraju;
- żadne obce mocarstwo, ani grupa mocarstw nie mogą skutecznie zaatakować przygotowanej Ameryki;
- amerykańska demokracja może przetrwać tylko wtedy, gdy państwo będzie trzymać się z dala od europejskiego konfliktu;
- tzw. „pomoc bez [włączania się do] wojny” osłabia narodową obronność i grozi wciągnięciem Ameryki do wojny[11].

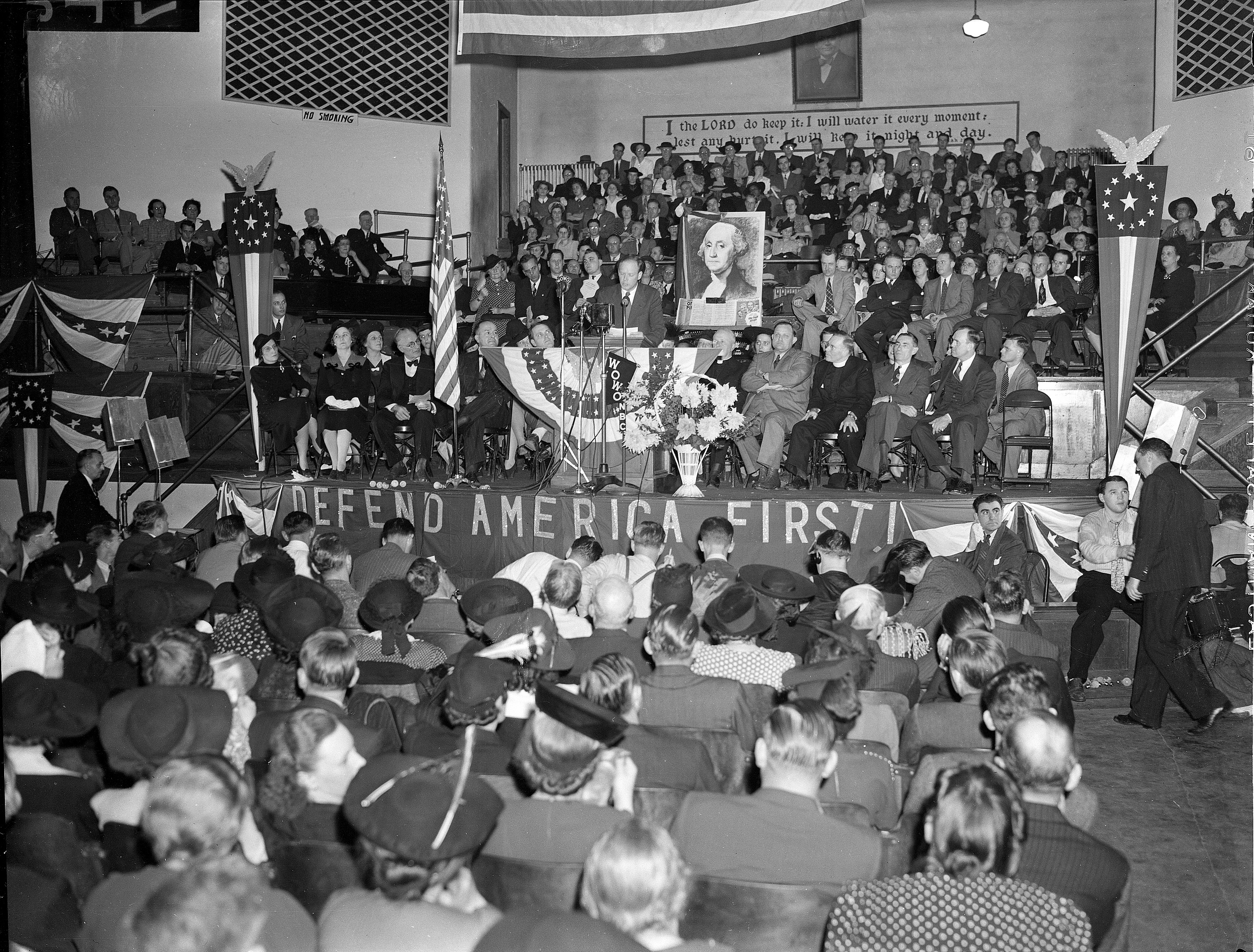
Charles Lindbergh przemawia na zjeździe AFC

Charles Lindbergh kwestionował motywy działania administracji Roosevelta na długo przed powstaniem AFC. Zajął zdecydowanie antywojenne stanowisko jeszcze przed bitwą o Anglię i przed rozpoczęciem przygotowań ustawy lend-lease. Jego pierwsze przemówienie radiowe zostało nadane 15 sierpnia 1939 roku na falach trzech głównych rozgłośni (ABC, NBC i CBS). Lindbergh wezwał słuchaczy, by sięgnęli poza przemówienia i propagandę, jaką są karmieni, a przyjrzeli się w zamian temu, kto pisze teksty tych przemówień i sporządza sprawozdania, kim są właściciele gazet i kto wywiera naciski na spikerów radiowych.
20 czerwca 1941 roku Lindbergh przemawiał na zjeździe w amfiteatrze Hollywood Bowl w Los Angeles. Skrytykował te ruchy, które w jego opinii prowadzą Amerykę ku wojnie. Oznajmił, że Stany Zjednoczone są nie do pokonania i podkreślił, że gdy interwencjoniści mówią „obronić Anglię”, to w rzeczywistości myślą „pokonać Niemcy”. Jednak wystąpienie Lindbergha w Hollywood Bowl zostało przyćmione przez obecne w tłumie elementy nieprzyjazne.
Natomiast wzrost napięcia wywołało jego przemówienie wygłoszone na zjeździe w Des Moines 11 września 1941. Zidentyfikował siły pchające USA do wojny jako Brytyjczyków, administrację Roosevelta i Żydów. Wyraził wprawdzie współczucie dla położenia niemieckich Żydów, ale dodał, że wejście Ameryki do wojny niewiele im pomoże. Powiedział między innymi:

Nie trudno zrozumieć dlaczego Żydzi pragną obalenia nazistowskich Niemiec. Prześladowania jakie wycierpieli w Niemczech wystarczająco usprawiedliwiają uczucie nienawiści rasowej. Nikt rozumiejący sensu godności ludzkiej nie będzie usprawiedliwiał prześladowań rasy żydowskiej w Niemczech. Jednocześnie jednak nikt uczciwy i realnie patrzący na rzeczywistość nie może dziś obserwować ich prowojennej polityki bez dostrzegania niebezpieczeństw, jakie za sobą niesie: tak dla nas, jak i dla nich.

Zamiast agitować za wojną, ugrupowania żydowskie w tym kraju winny przeciwstawiać się jej wszelkimi siłami, bo oni będą pierwszymi, którzy odczują jej skutki. Tolerancja jest cnotą zależną od pokoju i siły [państwa]. Historia pokazuje, że nie przetrwa wojny i zniszczeń. Kilku przewidujących Żydów zrozumiało to i przeciwstawia się interwencjonizmowi. Ale większość wciąż nie. Największym zagrożeniem dla naszego kraju z ich strony stanowi ich bogactwo, wpływy w przemyśle filmowym, w naszej prasie, naszym radiu i naszych władzach.

Po formalnym wypowiedzeniu wojny Japonii, co było skutkiem zbombardowania Pearl Harbor, organizacja America First Committee postanowiła się rozwiązać. 11 grudnia przywódcy AFC spotkali się i przegłosowali antydatowaną na dzień 10 grudnia likwidację organizacji.
Amerykańscy komuniści sprzeciwiali się wojnie do czerwca 1941 roku i próbowali infiltrować i przechwycić America First. Po ataku Hitlera na Związek Sowiecki przyjęli zupełnie inne stanowisko i oskarżyli AFC o nazizm (bądź też organizację na usługach agentów wywiadu III Rzeszy).